# 李勗 (嗣密王)
李勗（?—?），唐朝宗室，唐高祖的曾孙，密王李元晓的孙子，南安郡王李颖的儿子。
唐高宗上元三年（676年），李元晓去世，南安郡王李颖嗣密王。李勗为南安郡王。李颖薨，李勗嗣爵密王，成为第三代密王，早薨。唐中宗神龙初年，李勗叔父李亮的养子李昙嗣密王。开元五年（717年），因为李元晓的后裔绝嗣，唐玄宗以李元晓的十五哥虢王李凤的孙子东莞郡公李彻为李元晓的后嗣，徙封濮阳郡王。